# Trung Quân
Bùi Nguyễn Trung Quân, thường được biết đến với nghệ danh Trung Quân hay Trung Quân Idol (sinh ngày 20 tháng 1 năm 1989), là một nam ca sĩ người Việt Nam. Bước ra từ cuộc thi Vietnam Idol, anh ghi dấu ấn trong lòng khán giả với những ca khúc về mưa và những bài hát sâu lắng. Anh từng nhận được nhiều giải thưởng âm nhạc và nhiều lần được đề cử giải Cống hiến.

## Tiểu sử
Trung Quân sinh ra và lớn lên ở Đà Lạt, giọng ca "bay" mà Quân có được thừa hưởng từ mẹ. Trước Vietnam Idol, anh từng hát cho các TVC quảng cáo. Trung Quân cũng từng tham gia Vietnam Idol năm 2008 nhưng dừng lại ở top 16. Anh ruột của Quân là rapper Quân Rapsoul (Bùi Nguyễn Minh Quân) cũng tham gia vào hoạt động nghệ thuật (trong đó có làm VJ của YanTV với cái tên Rapsoul) và ít nhiều cũng đã giành được sự quan tâm từ dư luận.

### Học vấn
Năm 2009, anh thi đỗ trường Đại học Kiến trúc danh giá, chuyên ngành thiết kế đồ hoạ.

## Chương trình truyền hình

### Thần tượng âm nhạc Việt Nam2010
Năm 2010, Trung Quân dự thi Vietnam Idol và dừng chân ở Top 8 của chương trình.

### Các chương trình khác
Năm 2015, Trung Quân tham gia Tuyệt đỉnh tranh tài mùa 2 và bị loại ở Liveshow 3. Năm 2016, Trung Quân tham gia Hòa âm Ánh sáng mùa thứ 2 và dừng chân tại Liveshow 2. Năm 2021, Trung Quân tham gia chương trình Lạ Lắm À Nha với vai trò người chơi và đoán đúng được Thanh Duy.
Năm 2022, Trung Quân tham gia chương trình Người ấy là ai (mùa 4) với tư cách cố vấn khách mời cùng với Jun Phạm, á hậu Huỳnh Thị Thùy Dung bên cạnh cố vấn chính là Minh Tú để cố vấn cho Như Mỹ. Anh quay lại chương trình vào năm 2023 với tư cách cố vấn khách mời cùng với Hứa Kim Tuyền, Phạm Quỳnh Anh bên cạnh cố vấn chính là Minh Tú để cố vấn cho nữ chính. Cũng năm 2022, Trung Quân đội lốt "Bướm Mặt Trăng " (còn gọi là "Bướm Delay") tham gia chương trình với tư cách ca sĩ mặt nạ, trình bày các ca khúc "Keep me in love" (tập 3), "Và ngày nào đó" (tập 6), "Buồn không thể buông" (tập 9, trước khi tháo mặt nạ), "Dừng lại vẫn kịp lúc" (tập 9, sau khi tháo mặt nạ)
Năm 2023, Trung Quân cùng Ngô Kiến Huy, Jun Phạm, Myra Trần, Blacka tham gia chương trình La Cà Hát Ca với tư cách thành viên chính.

## Giọng hát
- Lirico Tenor (Nam cao trữ tình),chất giọng mảnh, cao sáng, bay bổng.

## Danh sách đĩa nhạc
Album phòng thu
- Người đang yêu (2024)

## Bài hát
Tuy không có được kết quả tốt ở các cuộc thi âm nhạc, Trung Quân sở hữu cho mình một kho sẩn phẩm âm nhạc lớn với nhiều bản hit để đời.
- Người bán nỗi buồn (ft. Phí Phương Anh)
- Những câu hỏi khi say (ft. Bảo Uyên)
- Đã sai từ lúc đầu (ft. Bùi Anh Tuấn)
- Đông mang (cover)
- Chơi vơi (ICM x Trung Quân)
- Quân Cartoon is coming to town
- Chuyện mưa
- Nhìn lại
- Dấu mưa
- Gọi mưa
- Sau cơn mưa
- Vì mất đi ánh mặt trời
- Xin mưa rơi nhanh
- Chưa bao giờ
- Cô bé mùa đông (ft. Thùy Chi)
- Trái Đất tròn không gì là không thể (ft. Ái Phương)
- Là tôi (ft. Ái Phương)
- Mưa nhớ (ft. Ái Phương)
- Nơi ấy có Cha (ft. Uyên Linh)
- Cảm ơn Mẹ
- Mùa yêu cũ [4]
- Trót yêu
- Ta về đâu
- Có thật không tôi (Con ma nhà họ Vương OST)
- Thả vào mưa
- Ngày trôi về phía cũ
- Cánh đồng yêu thương
- Chiều nay không có mưa bay
- Rời
- Ngày có cầu vồng (Thần Tiên cũng nổi điên OST)
- I'm not OK
- Người ta thường nói
- Có điều gì sao không nói cùng anh
- Chuyến phiêu lưu cùng em
- Dối (Bầu trời của Khánh OST)
- Tình nào không như tình đầu
- 8 lời nói dối của mẹ
- Những ngày mưa cô đơn
- Một ngàn nỗi đau (cover)
- Tự tình 2
- Trái tim không ngủ yên & Yêu em dài lâu (ft. Hà Nhi)
- Ai mang cô đơn đi (cover)
- Dừng lại vẫn kịp lúc
- Ai chung tình được mãi (cover)
- Keep me in love (cover)
- Và ngày nào đó
- Buồn không thể buông
- Cô đơn trên sofa (cover)
- Ngày chưa giông bão (cover)
- Chưa quên người yêu cũ (ft. Hà Nhi)
- Anh tự do nhưng cô đơn
- Dừng lại và quên thôi (Kẻ độc hành OST)
- Nguyệt thượng hà lưu (cover)
- Duyên duyên số số (cover)
- Cánh đồng yêu thương
- Hè muộn (cover)
- Mưa tháng sáu (ft. Văn Mai Hương, Grey D)
- Lên Đà Lạt cùng em (cover)
- Anh chỉ quan tâm em (ft. Jun Phạm)
- Mây và núi (cover) (ft. Ngô Kiến Huy, Jun Phạm, Myra Trần, Blacka)
- Vào đời (cover) (ft. Ngô Kiến Huy, Jun Phạm, Myra Trần, Blacka)
- Nhé Anh(cover) (ft. Myra Trần)
- Bốn chữ lắm (cover) (ft. Trúc Nhân)
- Ngày mai người ta lấy chồng (cover)
- Yêu một người có ước mơ (cover)
- Cô ấy của anh ấy (cover)
- Thuyền Quyên (cover)
- Anh sẽ đến cùng cơn mưa (cover) (ft. Buitruonglinh)
- Gặp em lúc tan vỡ

## Hòa nhạc
| Ngày                 | Chương trình                | Thành phố             | Địa điểm                        | Khách mời                                                   | Khán giả |
| -------------------- | --------------------------- | --------------------- | ------------------------------- | ----------------------------------------------------------- | -------- |
| 28 tháng 10 năm 2023 | 1589: 15 Years Live Concert | Thành phố Hồ Chí Minh | Nhà thi đấu Quân khu 7          | Hà Trần Thùy Chi Khởi My                                    | 4.000    |
| 10 tháng 11 năm 2023 | 1589: 15 Years Live Concert | Hà Nội                | Cung thể thao điền kinh Mỹ Đình | Hà Trần Uyên Linh Văn Mai Hương                             | 10.000   |
| 13 tháng 7 năm 2024  | 1689: More Than 1589        | Thành phố Hồ Chí Minh | Nhà thi đấu Phú Thọ             | Mỹ Linh Hồ Quỳnh HươngSuboi Thùy Chi Bùi Anh Tuấn Myra Trần | 7.000    |
| 27 tháng 7 năm 2024  | 1689: More Than 1589        | Hà Nội                | Cung thể thao điền kinh Mỹ Đình | Mỹ Linh Hồ Quỳnh Hương Bảo Thy Thùy Chi Hương Tràm          | 10.000   |

## Giải thưởng
Xem chi tiết: Danh sách giải thưởng và đề cử của Trung Quân